# Aldegonda
Aldegonda  è un nome proprio di persona olandese femminile.

## Varianti in altre lingue
- Germanico: Aldegund[1]
- Latino: Aldegundis
- Lussemburghese
  - Ipocoristici: Alda[2]

## Origine e diffusione
Continua il nome germanico Aldegund composto da ald ("vecchio", da cui anche Alderico, Aldobrando e via dicendo) e gund ("guerra", presente anche in Cunegonda, Ildegonda, Günther, Consalvo e Gontrano). Va notato che la variante ipocoristica lussemburghese Alda coincide con il nome italiano Alda, femminile di Aldo.

## Onomastico
L'onomastico ricorre il 30 gennaio in memoria di santa Aldegonda di Maubeuge, badessa franca del VII secolo.

## Persone
- Aldegonda di Maubeuge, religiosa e santa francese